# موش پنبه الن
موش پنبه الن (نام علمی: Sigmodon alleni) نام یک گونه از زیرخانواده سینی‌دندانیان است.